# Éder José de Oliveira Bonfim
Éder José de Oliveira Bonfim (n. 3 aprilie 1981 în Mineiros) este un fost fotbalist brazilian care ultima oară a jucat la Khazar Lankaran, pe postul de fundaș dreapta. Pe data de 2 decembrie 2010 a marcat singurul său gol pentru Steaua în meciul din Liga Europa contra lui Liverpool FC, terminat cu scorul de 1-1. Pe data de 4 mai 2011 și-a reziliat contractul cu Steaua după mai multe încălcări ale regulamentului de ordine interioară.